# Municipio de Santo Domingo Ingenio
El municipio de Santo Domingo Ingenio es uno de los 570 municipios en que se divide el estado mexicano de Oaxaca. Ubicado en el istmo de Tehuantepec, su cabecera es la población de Santo Domingo Ingenio.

## Geografía
Santo Domingo Ingenio se localiza en el sureste del estado, forma parte de la Región Istmo y del distrito de Juchitán. Tiene una extensión territorial total de 199.867 kilómetros cuadrados que representan el 0.21% de la extensión de Oaxaca. Sus coordenadas extremas son 16°29′ - 16°40′ de latitud norte y 94°37′ - 94°49′ de longitud oeste y su altitud va de 0 a 700 metros sobre el nivel del mar.
El municipio colina al norte con el municipio de San Miguel Chimalapa, al este con el municipio de Santiago Niltepec, al sur con el municipio de Unión Hidalgo y al oeste con el municipio de Heroica Ciudad de Juchitán de Zaragoza.

## Demografía
De acuerdo a los resultados del Censo de Población y Vivienda realizado en 2020 por el Instituto Nacional de Estadística y Geografía; la población total del municipio de Santo Domingo Ingenio es de 7 681 habitantes, de los cuales 3 765 son hombres y 3 916 son mujeres.
La densidad de población asciende a un total de 37.8 personas por kilómetro cuadrado.

### Localidades
El municipio incluye en su territorio un total de nueve localidades. Las principales, considerando su población del censo de 2020 son:
| Localidad             | Población (2020) |
| --------------------- | ---------------- |
| Santo Domingo Ingenio | 6 130            |
| La Blanca             | 1 134            |
| Cerro Iguana          | 185              |
| Barrio Ventero        | 152              |
| Total municipio       | 7 681            |

## Política
El municipio de Santo Domingo Ingenio fue creado mediante decreto del Congreso de Oaxaca con fecha del 3 de mayo de 1939 con el nombre de municipio de Santo Domingo; fue el 22 de mayo de 1984 en que modificó su nombre a quedar en Santo Domingo Ingenio.
El gobierno del municipio de Santo Domingo Ingenio es electo mediante el principio de partidos políticos, con en la gran mayoría de los municipios de México. El gobierno le corresponde al ayuntamiento, conformado por el presidente municipal, un síndico y el cabildo integrado por tres regidores. Todos son electos mediante voto universal, directo y secreto para un periodo de tres años que pueden ser renovables para un periodo adicional inmediato.

### Representación legislativa
Para la elección de diputados locales al Congreso de Oaxaca y de diputados federales a la Cámara de Diputados federal, el municipio de Unión Hidalgo se encuentra integrado en los siguientes distritos electorales:
Local:
- Distrito electoral local de 11 de Oaxaca con cabecera en Matías Romero Avendaño.[5]

Federal:
- Distrito electoral federal 7 de Oaxaca con cabecera en Ciudad Ixtepec.[6]

## Presidentes municipales
| Nombre                 | Período     | Partido |
| ---------------------- | ----------- | ------- |
| Amelia Gómez Ríos      | 2017 - 2018 |         |
| Amelia Gómez Ríos      | 2019 - 2021 |         |
| Germain Alvarado López | 2022 - 2024 |         |
| Raúl Ríos Carballo     | 2025 - 2027 |         |